# Astrosa
Astrosa là một chi bướm đêm thuộc phân họ Tortricinae của họ Tortricidae.

## Các loài
- Astrosa leucosema Diakonoff, 1951